# Louis Smolka
Louis Alan Kengo Smolka (Kapolei, Hawái, Estados Unidos, 16 de julio de 1991) es un artista marcial mixto estadounidense que compite en la división de peso gallo.

## Carrera en las artes marciales mixtas

### Inicios
Comenzó su carrera amateur en 2010 y fue capaz de lograr un récord de 2-1 en su primer año de competición, ganando además el título amateur de 135 libras de X-1. Se tomó casi un año de descanso antes de convertirse en profesional en 2012. Él recogería victorias bajo las banderas de Destiny MMA y King of the Cage antes de pasar a la promoción PXC a finales de 2012. Ganó los cuatro combates que tuvo con PXC y dejó la promoción como campeón de peso mosca.

### Ultimate Fighting Championship
Debutó en la UFC contra Alp Ozkilic el 15 de enero de 2014 en UFC Fight Night: Rockhold vs. Philippou. Ganó el combate por decisión unánime.
Se enfrentó a Chris Cariaso el 10 de mayo de 2014 en UFC Fight Night: Brown vs. Silva. Perdió el combate por decisión dividida.
Se enfrentó a Richie Vaculik el 8 de noviembre de 2014 en UFC Fight Night: Rockhold vs. Bisping. Ganó el combate por KO en el tercer asalto. Esta victoria le valió el premio a la Actuación de la Noche.
Se enfrentó a Neil Seery el 11 de julio de 2015 en UFC 189. Ganó el combate por decisión unánime.
Se enfrentó a Paddy Holohan el 24 de octubre de 2015 en UFC Fight Night: Holohan vs. Smolka. Ganó el combate por sumisión en el segundo asalto.
Se enfrentó a Ben Nguyen el 13 de julio de 2016 en UFC Fight Night: McDonald vs. Lineker. Ganó el combate por TKO en el segundo asalto. Esta victoria le valió el premio a la Actuación de la Noche.
Se esperaba que se enfrentara a Sergio Pettis el 1 de octubre de 2016 en UFC Fight Night: Lineker vs. Dodson. Sin embargo, Pettis se retiró del combate citando una lesión menor y fue reemplazado por el recién llegado a la promoción Brandon Moreno. Perdió el combate por sumisión en el primer asalto.
Se enfrentó a Ray Borg el 30 de diciembre de 2016 en UFC 207. En el pesaje, Borg no alcanzó el peso para el combate, llegando a las 129.5 libras. Como resultado, se le impuso una multa del 30% de la bolsa del combate, que fue a parar a manos de Smolka, que aceptó un combate de peso acordado. Perdió el combate por decisión unánime.
Se enfrentó a Tim Elliott el 15 de abril de 2017 en UFC on Fox: Johnson vs. Reis. Perdió el combate por decisión unánime. Este combate le valió el premio a la Pelea de la Noche.
Se enfrentó a Matheus Nicolau el 30 de diciembre de 2017 en UFC 219. Perdió el combate por decisión unánime.

### Post UFC
Tras ser liberado de la UFC a principios de 2018, se trasladó a Irvine, California, para entrenar en el Team Oyama e intentar dar un giro a su carrera. Después de ser regañado por su gerente, se dio cuenta de que tenía un problema con la bebida que había obstaculizado su carrera durante los últimos años. Dejó de beber por completo y afirma estar sobrio desde enero de 2018.
Su salida de la UFC también le llevó a reconsiderar su carrera como artista marcial mixto. Ante un salario más bajo y unas oportunidades de crecimiento limitadas, admitió que estuvo a punto de abandonar las MMA.
Se enfrentó a Tyrone Christian Gorgonia en el Gladiator Challenge - MMA Fighting Championship el 21 de abril de 2018. Ganó el combate por TKO en el primer asalto.

### Regreso a la UFC
El 13 de noviembre de 2018, surgió la noticia de que había vuelto a firmar un contrato de cuatro combates con la UFC y se enfrentó a Su Mudaerji el 24 de noviembre de 2018 en UFC Fight Night: Blaydes vs. Ngannou 2. Este combate marcó su regreso al peso gallo. Admitió haber luchado por llegar al límite del peso mosca en el pasado, admitiendo que "me estaría agotando hasta casi morir". Ganó el combate por sumisión en el segundo asalto.
Se enfrentó a Matt Schnell el 9 de marzo de 2019 en UFC Fight Night: Lewis vs. dos Santos. Perdió el combate por sumisión en el primer asalto.
Se enfrentó a Ryan McDonald el 14 de septiembre de 2019 en UFC Fight Night: Cowboy vs. Gaethje. Ganó el combate por TKO en el primer asalto.
Se esperaba que se enfrentara a Davey Grant el 28 de marzo de 2020 en UFC on ESPN: Ngannou vs. Rozenstruik Debido a la pandemia de COVID-19, el evento fue finalmente pospuesto, y finalmente el emparejamiento fue desechado.
Se enfrentó a Casey Kenney el 30 de mayo de 2020 en UFC on ESPN: Woodley vs. Burns. Perdió el combate por sumisión en el primer asalto.
Se esperaba que se enfrentara a José Alberto Quiñónez el 14 de noviembre de 2020 en UFC Fight Night: Felder vs. dos Anjos. En el pesaje, pesó 139 libras, tres libras por encima del límite de la pelea de peso gallo sin título. El combate debía celebrarse en el peso acordado y Smolka sería multado con el 20 por ciento de su bolsa, que iría a parar a su oponente Quiñónez. Se retiró del combate al día siguiente como consecuencia del corte de peso y el combates fue cancelado. El combate quedó intacto y finalmente tuvo lugar en el 5 de diciembre de 2020 en UFC on ESPN: Hermansson vs. Vettori. Ganó el combate por TKO en el segundo asalto.
Se esperaba que se enfrentara a  Sean O'Malley el 10 de julio de 2021 en UFC 264. Sin embargo, se retiró del combate a finales de junio alegando una lesión y fue sustituido por el recién llegado a la promoción Kris Moutinho.
Se enfrentó a Vince Morales el 4 de diciembre de 2021 en UFC on ESPN: Font vs. Aldo. Perdió el combate por KO en el primer asalto.
Se enfrentó a Davey Grant el 14 de mayo de 2022 en UFC on ESPN: Błachowicz vs. Rakić. Perdió el combate por.
Anunció el 7 de junio de 2022 que estaba "emocionado por probar la agencia libre" a través de su Twitter, confirmando que había sido despedido de la UFC.

## Vida personal
Él y su esposa Yumi tienen una hija, Lucy.

## Campeonatos y logros
- Pacific Xtreme Combat
  - Campeonato de Peso Mosca de Pacific Xtreme Combat (una vez)[60][61]
- Ultimate Fighting Championship
  - Actuación de la Noche (dos veces) vs. Richie Vaculik y Ben Nguyen
  - Pelea de la Noche (una vez) vs. Tim Elliott

## Récord en artes marciales mixtas
| Resultado | Récord | Oponente                  | Método                                     | Evento                                         | Fecha                    | Ronda | Tiempo | Localización                  | Notas                                                                 |
| --------- | ------ | ------------------------- | ------------------------------------------ | ---------------------------------------------- | ------------------------ | ----- | ------ | ----------------------------- | --------------------------------------------------------------------- |
| Derrota   | 17-9   | Davey Grant               | KO (puñetazos)                             | UFC on ESPN: Błachowicz vs. Rakić              | 14 de mayo de 2022       | 3     | 0:49   | Las Vegas, Nevada             |                                                                       |
| Derrota   | 17-8   | Vince Morales             | KO (puñetazos)                             | UFC on ESPN: Font vs. Aldo                     | 4 de diciembre de 2021   | 1     | 2:02   | Las Vegas, Nevada             |                                                                       |
| Victoria  | 17-7   | José Alberto Quiñónez     | TKO (puñetazos)                            | UFC on ESPN: Hermansson vs. Vettori            | 5 de diciembre de 2020   | 2     | 2:15   | Las Vegas, Nevada             |                                                                       |
| Derrota   | 16-7   | Casey Kenney              | Sumisión (estrangulamiento por guillotina) | UFC on ESPN: Woodley vs. Burns                 | 30 de mayo de 2020       | 1     | 3:03   | Las Vegas, Nevada             |                                                                       |
| Victoria  | 16-6   | Ryan McDonald             | TKO (puñetazos)                            | UFC Fight Night: Cowboy vs. Gaethje            | 14 de septiembre de 2019 | 1     | 4:43   | Vancouver, Columbia Británica |                                                                       |
| Derrota   | 15-6   | Matt Schnell              | Sumisión (estrangulamiento por triángulo)  | UFC Fight Night: Lewis vs. dos Santos          | 9 de marzo de 2019       | 1     | 3:18   | Wichita, Kansas               |                                                                       |
| Victoria  | 15-5   | Su Mudaerji               | Sumisión (barra de brazo)                  | UFC Fight Night: Blaydes vs. Ngannou 2         | 24 de noviembre de 2018  | 2     | 2:07   | Beijing                       | Regreso al peso gallo.                                                |
| Victoria  | 14-5   | Kyle Estrada              | TKO (parada médica)                        | CXF 15                                         | 20 de octubre de 2018    | 2     | 5:00   | Burbank, California           | Ganó el vacante Campeonato de Peso Mosca de la CXF.                   |
| Victoria  | 13-5   | Tycen Lynn                | Sumisión (estrangulamiento por guillotina) | Destiny MMA: Fight Night 5                     | 23 de junio de 2018      | 3     | N/A    | Honolulu, Hawái               |                                                                       |
| Victoria  | 12-5   | Tyrone Christian Gorgonia | TKO (puñetazos)                            | Gladiator Challenge: MMA Fighting Championship | 21 de abril de 2018      | 1     | 1:15   | Rancho Mirage, California     |                                                                       |
| Derrota   | 11-5   | Matheus Nicolau           | Decisión (unánime)                         | UFC 219                                        | 30 de diciembre de 2017  | 3     | 5:00   | Las Vegas, Nevada             |                                                                       |
| Derrota   | 11-4   | Tim Elliott               | Decisión (unánime)                         | UFC on Fox: Johnson vs. Reis                   | 15 de abril de 2017      | 3     | 5:00   | Kansas City, Misuri           | Pelea de la Noche.                                                    |
| Derrota   | 11-3   | Ray Borg                  | Decisión (unánime)                         | UFC 207                                        | 30 de diciembre de 2016  | 3     | 5:00   | Las Vegas, Nevada             | Combate de peso acordado (129.5 libras); Borg no alcanzó con el peso. |
| Derrota   | 11-2   | Brandon Moreno            | Sumisión (estrangulamiento por guillotina) | UFC Fight Night: Lineker vs. Dodson            | 1 de octubre de 2016     | 1     | 2:23   | Portland, Oregón              |                                                                       |
| Victoria  | 11-1   | Ben Nguyen                | TKO (puñetazos y codazos)                  | UFC Fight Night: McDonald vs. Lineker          | 13 de julio de 2016      | 2     | 4:41   | Sioux Falls, Dakota del Sur   | Actuación de la Noche.                                                |
| Victoria  | 10-1   | Paddy Holohan             | Sumisión (estrangulamiento por detrás)     | UFC Fight Night: Holohan vs. Smolka            | 24 de octubre de 2015    | 2     | 4:09   | Dublín                        |                                                                       |
| Victoria  | 9-1    | Neil Seery                | Decisión (unánime)                         | UFC 189                                        | 11 de julio de 2015      | 3     | 5:00   | Las Vegas, Nevada             |                                                                       |
| Victoria  | 8-1    | Richie Vaculik            | KO (patada lateral y puñetazos)            | UFC Fight Night: Rockhold vs. Bisping          | 8 de noviembre de 2014   | 3     | 0:18   | Sídney                        | Actuación de la Noche.                                                |
| Derrota   | 7-1    | Chris Cariaso             | Decisión (dividida)                        | UFC Fight Night: Brown vs. Silva               | 10 de mayo de 2014       | 3     | 5:00   | Cincinnati, Ohio              |                                                                       |
| Victoria  | 7-0    | Alp Ozkilic               | Decisión (unánime)                         | UFC Fight Night: Rockhold vs. Philippou        | 15 de enero de 2014      | 3     | 5:00   | Duluth, Georgia               |                                                                       |
| Victoria  | 6-0    | Ale Cali                  | TKO (puñetazos)                            | Pacific Xtreme Combat 41                       | 9 de noviembre de 2013   | 2     | 1:52   | Pasig                         | Debut en el peso mosca. Ganó el Campeonato de Peso Mosca del PXC.     |
| Victoria  | 5-0    | Jessie Rafols             | Sumisión (estrangulamiento por detrás)     | Pacific Xtreme Combat 39                       | 14 de septiembre de 2013 | 1     | 1:59   | Pasig                         |                                                                       |
| Victoria  | 4-0    | Alvin Cacdac              | Sumisión (estrangulamiento por detrás)     | Pacific Xtreme Combat 35                       | 16 de febrero de 2013    | 3     | 3:59   | Pasig                         |                                                                       |
| Victoria  | 3-0    | Bryan To Hang Lam         | Sumisión (barra de brazo)                  | Pacific Xtreme Combat 34                       | 17 de noviembre de 2012  | 1     | 3:54   | Ciudad Quezon                 |                                                                       |
| Victoria  | 2-0    | Kawika Martin             | Sumisión (estrangulamiento D'Arce)         | KOTC - Mana                                    | 20 de octubre de 2012    | 2     | 2:53   | Honolulu, Hawái               |                                                                       |
| Victoria  | 1-0    | Shane Pacarro             | TKO (parada médica)                        | Destiny MMA - Unleashed                        | 28 de abril de 2012      | 2     | 5:00   | Waipahu, Hawái                |                                                                       |